# Doliodrilus puertoricensis
Doliodrilus puertoricensis är en ringmaskart som beskrevs av Erséus och Alexander William Milligan 1988. Doliodrilus puertoricensis ingår i släktet Doliodrilus och familjen glattmaskar. Inga underarter finns listade i Catalogue of Life.